# 캐럴 댄버스
캐럴 댄버스(Carol Danvers)는 미국의 마블 코믹스에 등장하는 인물이다. 그녀는 진 콜런과 로이 토마스에 의해 만들어진 인물로 중령 캐롤 댄버스는 미국 공군의 일원으로 마블 슈퍼히어로즈 13호에 나왔고, 미즈 마블 시리즈에서는 미즈 마블로 처음 등장했다. 외계의 크리 종족이 인간에게 초인적인 능력을 주면서 1969년 11월 18호에서 캡틴 마블로 등장했다. 만화책의 실버 에이지에서 그녀는 1970년대 자체적인 시리즈에 등장했고, 이후 어벤저스와 엑스맨에 참여하게 된다. 캐럴 댄버스는 바이너리, 워버드, 캡틴 마블 등 다양한 이름으로 불렸다. 그녀는 마블이 만든 비디오 게임, 애니메이션, 트레이딩 카드에도 자주 등장했다.
그녀가 마블 코믹스에서 오랫동안 등장했기 때문에, 캐럴 댄버스는 높게 평가받고 있다. 그녀는 "마블의 가장 위대한 여성 히어로"라는 별명이 붙었으며, "페미니스트의 상징", "마블의 꽤나 힘센 어벤저" 등으로 불렸다. 그녀는 만화 구매인 가이드에서 "100위권 내의 섹시한 만화 주인공" 명단에 올랐고, IGN에서는 50명의 최고 어벤저 중 11위를 차지했다. 영화 캡틴 마블이 2019년 개봉했고, 캐럴 댄버스의 배역은 브리 라슨이 맡았다.